# Anne Blonstein
Anne D. Blonstein (22 de abril de 1958-19 de abril de 2011) fue una poeta y traductora británica que residió en Basilea, Suiza, donde trabajó como traductora y editora independiente.
Fue autora de seis poemarios: the blue pearl, worked on screen, memory's morning, the butterflies and the burnings, correspondence with nobody y to be continued. Fue conocida por sus secuencias poéticas que emplean la técnica del notarikon, un método cabalístico utilizado para interpretar las Escrituras hebreas. Ella lo reelaboró como un procedimiento poético contemporáneo, que interactúa con diversos lenguajes y textos tanto antiguos como modernos.

## Primeros años de vida
Bisnieta de judíos que emigraron a Gran Bretaña a principios del siglo XX, Anne Blonstein nació y se crio en los Home Counties: primeramente en Harpenden, Hertfordshire, y luego se mudó con su familia a Surrey cuando tenía 11 años. Antes de dejar Gran Bretaña en 1983, pasó seis años en Cambridge, donde obtuvo una licenciatura en Ciencias Naturales seguida de un doctorado en genética y fitomejoramiento.

## Carrera literaria
Blonstein vivía en Basilea, Suiza, donde se ganaba la vida como traductora y editora independiente.
"Las imágenes concisas e inusuales [de Blonstein] son el resultado de un idioma inglés que, combinado con los otros idiomas con los que ella convive (alemán, francés y hebreo), da forma al mundo transnacional de una nómada lingüística. … En su obra más reciente, el hebreo… se ha convertido en el lugar al que vincula su inglés y los demás lenguajes que usa en su vida a través de asociaciones gráficas/visuales y semánticas. ... [P]ara Blonstein las lenguas, con sus variedades y diferencias, se han convertido en una especie en peligro de extinción dentro de nuestro mundo globalizado". – Marina Camboni, Contemporary Women´s Writing, Oxford University Press.
Blonstein también colaboró en proyectos con otros artistas, como el ceramista Pat King y los compositores suizos Mela Meierhans y Margrit Schenker. Sus trabajos aparecieron en Denver Quarterly, Descant, Dusie, How2, Indiana Review y Notre Dame Review .
Algunos de sus poemas han sido traducidos al portugués por Moira Camotim Difelice (que realizó su tesis doctoral sobre ella en 2014) y al español por Rubén Martín.

## Fallecimiento
Anne Blonstein falleció en 2011 a los 52 años, después de una larga enfermedad.

## Publicaciones
- sand.soda.lime, Broken Boulder Press, 2002.
- the blue pearl, Salt Publishing, 2003, ISBN 978-1-876857-65-3.
- worked on screen, Poetry Salzburg, 2005, ISBN 978-3-901993-18-3.
- from eternity to personal pronoun, Gribble Press, 2005.
- that those lips had language, Plan B Press, 2005, ISBN 978-0-9728312-5-3.
- thou shalt not kill, Dusie Wee Chap, 2007.
- hairpin loop: poems, Bright Hill Press, 2007, ISBN 978-1-892471-44-4.
- memory's morning, Shearsman Books, 2008, ISBN 978-1-905700-76-9.
- correspondence with nobody, Ellectrique Press, 2008, ISBN 978-3-033-01685-9.
- the butterflies and the burnings, Dusie Press, 2009, ISBN 978-0-615-18579-8.
- to be continued, Shearsman Books, 2011, ISBN  978-1848611733.

### Enlaces de poesía
- Poemas, reseñas y ensayos en Word for/Word, vol. 16, 2010
- Poema en Cambridge Literary Review 1/3, 2010
- Salt Magazine: Anne Blonstein - Cinco poemas con una nota de Charles Lock
- Copenhaguen Review - poemas
- Tres poemas traducidos al español por Rubén Martín en Revista Kokoro, vol. 14, 2016
- Traducción al español del poema Thou Shalt Not Kill por Rubén Martín, en Revista Kokoro, vol. 25, 2020

### Críticas, reseñas y entrevistas
- "Anne Blonstein´s memory´s morning", reseña en línea de Kathrin Schaeppi, enero de 2009.
- Reseña de correspondence with nobody, de Maria Damon, finales de 2009.
- Reseña de worked on screen de Jacqueline Karp, 2007.
- Entrevista con Jack Alun en 2005.

- Datos: Q4768169